# 飯島モトハル
飯島 モトハル（いいじま もとはる、Motoharu IIJIMA、إيجيما موتوهارو）は、日本の写真家、コレクター、編集者、武道家である。

## 展覧会
- 「GINZA 24H SQUAD」（2017年）[1]
- 「飯島モトハル コレクション展「綺麗なドレス」」（2017年） [2]
- 「大飯島モトハル 大コレクション展 ホンモノ以外ニセモノですか？」（2016年） [3]
- 「幽霊画展2014」（2014年）
- 「ACTアート大賞展・写真部門 2014」（2014年）
- 「EMON AWARD 2013 グランプリ展」（2014年）[4]
- 「3331 千代田芸術祭 2013」（2013年）
- 「Portfolio X Portfolio vol.2」 （2013年）
- 「エモン・ポートフォリオレビュー展」（2012年）
- 「SHOWCASE SHOW 第8回展」MEMUGIOGITA （2011年）

## メディア
- ARTcollectors'(アートコレクターズ) 2016年 11 月号 （2016年）
- SHAKE ART vol.10、2012年12月号 （2012年）

## 受賞歴
- EMON AWARD 2013 審査員特別賞 （2013年）
- トーキョー・アート・ナビゲーション・コンペティション 入選（2013年）
- SHAKE ART!コンペティション優秀賞 （2013年）[5]
- 御苗場 vol.10 レビュアー賞 ノミネート （2012年）
- TOKYO FRONTLINE PHOTO AWARD 2012 入選（2012年）
- EMON PHOTOGALLERY Portfolio Review 審査員特別賞 （2011年）

## 書籍
- 「飯島モトハル　コレクションカタログ　2016」（2016年 牛百頭）
- 「私の2/4拍子」 著／はまなか イラスト／内田ユイ　編集／飯島モトハ（2016年 牛百頭）
- 「最悪占い」 著／飯島モトハ イラスト／ちくわエミル （2015年 牛百頭）